# Lindenbrunnen (Bern)

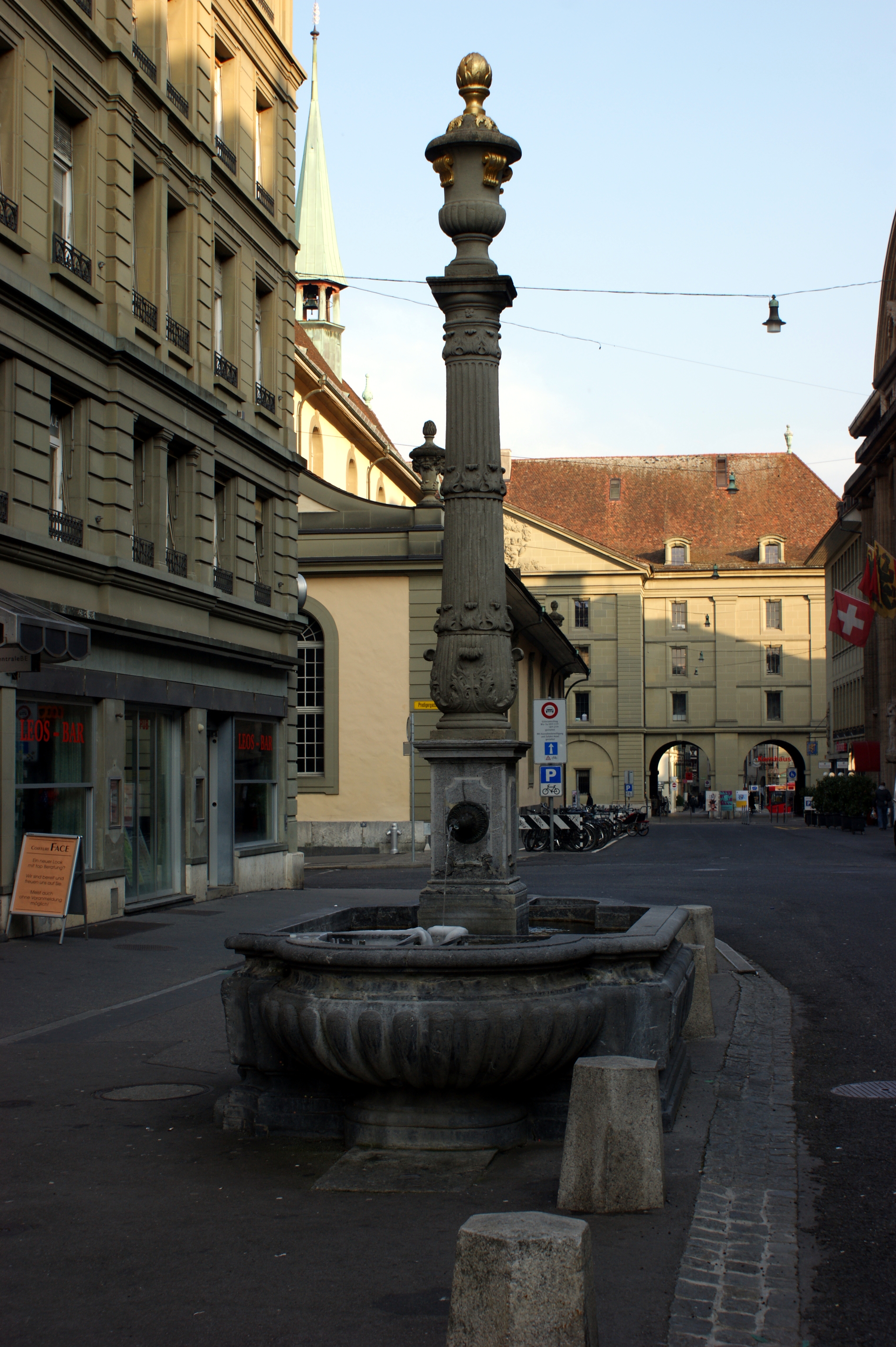
Der Lindenbrunnen in der Zeughausgasse in Bern. Im Hintergrund Französische Kirche und Kornhaus.

Der Lindenbrunnen, heute auch bekannt als Zeughausgassbrunnen, steht in der Zeughausgasse in der Altstadt von Bern. Er gehört zu den nichtfigürlichen Berner Brunnen des 18./19. Jahrhunderts.

## Geschichte
Seit 1899 steht der Lindenbrunnen in der heute bekannten Ausführung und seit 1840 am selben Ort vor dem Haus Nr. 14 in der Zeughausgasse. Bei der Renovation von 1983 wurden lediglich die Grautöne und das Gold des Brunnens aufgefrischt und die krönende Rocaillevase mit einer in der Art um 1760 ersetzt.
Der Ursprung des Lindenbrunnens ist mit 1596 datiert, als ein neuer Brunnen mit damals üblichem Achteckbecken und zentralem Stock neben der alten Linde am Ostausgang der Neuengasse in den heutigen Waisenhausplatz erstellt wurde. Durch Abraham Dünz erhielt der Brunnen gut 60 Jahre später, 1661, einen neuen, viereckigen Trog und einen Stock aus Hauterive-Stein. Als Belege für die Änderung der Brunnenform gelten die Plepp-Meriansche Stadtansicht um 1638 und der Berner Stadtplan von Johann Adam Riediger von 1717.
Um 1760 wurde das rechteckige Brunnenbecken erneuert und der Stock von 1661 westlich davon versetzt, nachdem es bereits 1711/12 aus Stockerensandstein ersetzt worden war und die Brunnenanlage 1723/24 eine Neubemalung erfahren hatte. Der Stock erhielt eine Rocaillevase, ähnlich derjenigen über dem Hauptportal der damaligen Predigerkirche – der heutigen Französischen Kirche – von 1753, als krönenden Abschluss.
1835 wurde der Lindenbrunnen von der Einmündung der Neuengasse auf die gegenüberliegende Seite des Waisenhausplatzes vor den Holländerturm versetzt. Keine fünf Jahre später, in der Brunnen-Rochade von 1840, musste der Lindenbrunnen dem Waisenhausplatz-Brunnen weichen; er wurde an seinen heutigen Standort in der Zeughausgasse versetzt und ersetzte dort den ersten, 1745 errichteten Zeughausbrunnen. Der Waisenhausplatz-Brunnen wiederum musste dem Bärenplatzbrunnen weichen und wurde von der Nordwestecke des heutigen Bundesplatzes vor dem alten Casino vor den Holländerturm verschoben.
1899 wurde die dritte und letzte Gesamterneuerung durchgeführt. Der Brunnen erhielt ein Rechteckbassin aus Kalkstein mit einem stark gebauchten, unter dem Rand tief gekehlten Muschelbecken und Stock in der Mitte sowie einem Nebentrog. Der Stock besteht aus einem vierkantigen Postament mit zwei gegenseitig angeordneten, aus Eisen gegossenen Brunnenröhren, darauf die alte, feinkannelierte Kandelabersäule von 1661 mit Akanthuskelch an der Basis, drei Schaftkränzen und Baldachin-Kapitell aus gelbem Jurastein von Abraham Dünz. Als Abschluss wird eine Louis-XV-Vase verwendet.

## Trinkwasser
Das Trinkwassernetz von Energie Wasser Bern (ewb) versorgt den Brunnen mit Trinkwasser, dessen Qualität regelmässig überprüft wird.